# Russischer Fußballpokal

Logo des russischen Fußballverbandes RFS

Der russische Fußballpokal (russisch Кубок России по футболу) ist der nationale Fußball-Pokalwettbewerb für Männerfußball-Vereinsmannschaften in Russland. Er wird seit der Saison 1992/93 ausgetragen. An dem vom russischen Fußballverband ausgetragenen Wettbewerb nehmen Mannschaften aus den drei höchsten Spielklassen teil, wobei höherklassige Mannschaften erst später einsteigen. Neben der Premjer-Liga ist er der wichtigste Fußballwettbewerb im Land. Der Sieger des Pokals darf in der darauffolgenden Saison normalerweise an der Play-off-Runde für die Europa League teilnehmen. Jedoch wurden nach dem russischen Überfall auf die Ukraine im Februar 2022 die russischen Vereine von der UEFA bis auf Weiteres aus allen Wettbewerben ausgeschlossen.
Der Pokal wird im K.-o.-System durchgeführt. Steht in einem Spiel nach 90 Minuten noch kein Sieger fest, folgt erst eine Verlängerung und dann, falls nötig, ein Elfmeterschießen. Rück- oder Wiederholungsspiele finden nicht statt. Das Finale wurde von der Einführung des Wettbewerbs bis 2008 immer in einem Moskauer Stadion ausgetragen; ab 2009 fand es an wechselnden Orten statt. Seit 2022 wird im Olympiastadion Luschniki gespielt. Der Rekordsieger ist Lokomotive Moskau, zusammen mit dem amtierenden Titelträger (2025) mit je neun Titelgewinnen.

## Die Endspiele im Überblick
| Saison    | Datum         | Austragungsort                             | Sieger                 | Ergebnis             | Finalist               |
| --------- | ------------- | ------------------------------------------ | ---------------------- | -------------------- | ---------------------- |
| 1992/93   | 13. Juni 1993 | Olympiastadion Luschniki, Moskau           | Torpedo Moskau         | 1:1 n. V., 5:3 i. E. | ZSKA Moskau            |
| 1993/94   | 22. Mai 1994  | Olympiastadion Luschniki, Moskau           | Spartak Moskau         | 2:2 n. V., 4:2 i. E. | ZSKA Moskau            |
| 1994/95   | 14. Juni 1995 | Olympiastadion Luschniki, Moskau           | Dynamo Moskau          | 0:0 n. V., 8:7 i. E. | Rotor Wolgograd        |
| 1995/96   | 11. Mai 1996  | Dynamo-Stadion, Moskau                     | Lokomotive Moskau      | 3:2                  | Spartak Moskau         |
| 1996/97   | 11. Juni 1997 | Eduard-Strelzow-Stadion, Moskau            | Lokomotive Moskau      | 2:0                  | Dynamo Moskau          |
| 1997/98   | 7. Juni 1998  | Olympiastadion Luschniki, Moskau           | Spartak Moskau         | 1:0                  | Lokomotive Moskau      |
| 1998/99   | 26. Mai 1999  | Olympiastadion Luschniki, Moskau           | Zenit Sankt Petersburg | 3:1                  | Dynamo Moskau          |
| 1999/2000 | 21. Mai 2000  | Dynamo-Stadion, Moskau                     | Lokomotive Moskau      | 3:2 n. V.            | ZSKA Moskau            |
| 2000/01   | 20. Juni 2001 | Dynamo-Stadion, Moskau                     | Lokomotive Moskau      | 1:1 n. V., 4:3 i. E. | Anschi Machatschkala   |
| 2001/02   | 12. Mai 2002  | Olympiastadion Luschniki, Moskau           | ZSKA Moskau            | 2:0                  | Zenit Sankt Petersburg |
| 2002/03   | 15. Juni 2003 | Lokomotive-Stadion, Moskau                 | Spartak Moskau         | 1:0                  | FK Rostow              |
| 2003/04   | 29. Mai 2004  | Lokomotive-Stadion, Moskau                 | Terek Grosny           | 1:0                  | Krylja Sowetow Samara  |
| 2004/05   | 29. Mai 2005  | Lokomotive-Stadion, Moskau                 | ZSKA Moskau            | 1:0                  | FK Chimki              |
| 2005/06   | 20. Mai 2006  | Olympiastadion Luschniki, Moskau           | ZSKA Moskau            | 3:0                  | Spartak Moskau         |
| 2006/07   | 27. Mai 2007  | Olympiastadion Luschniki, Moskau           | Lokomotive Moskau      | 1:0 n. V.            | FK Moskau              |
| 2007/08   | 17. Mai 2008  | Lokomotive-Stadion, Moskau                 | ZSKA Moskau            | 2:2 n. V., 4:1 i. E. | Amkar Perm             |
| 2008/09   | 31. Mai 2009  | Arena Chimki, Chimki                       | ZSKA Moskau            | 1:0                  | Rubin Kasan            |
| 2009/10   | 16. Mai 2010  | Olimp-2, Rostow am Don                     | Zenit Sankt Petersburg | 1:0                  | FK Sibir Nowosibirsk   |
| 2010/11   | 21. Mai 2011  | Schinnik-Stadion, Jaroslawl                | ZSKA Moskau            | 2:1                  | Alanija Wladikawkas    |
| 2011/12   | 9. Mai 2012   | Zentralstadion, Jekaterinburg              | Rubin Kasan            | 1:0                  | Dynamo Moskau          |
| 2012/13   | 1. Juni 2013  | Achmat-Arena, Grosny                       | ZSKA Moskau            | 1:1 n. V., 4:3 i. E. | Anschi Machatschkala   |
| 2013/14   | 8. Mai 2014   | Anschi-Arena, Kaspijsk                     | FK Rostow              | 0:0 n. V., 6:5 i. E. | FK Krasnodar           |
| 2014/15   | 21. Mai 2015  | Zentralstadion, Astrachan                  | Lokomotive Moskau      | 3:1 n. V.            | FK Kuban Krasnodar     |
| 2015/16   | 2. Mai 2016   | Kasan-Arena, Kasan                         | Zenit Sankt Petersburg | 4:1                  | ZSKA Moskau            |
| 2016/17   | 2. Mai 2017   | Olympiastadion Fischt, Sotschi             | Lokomotive Moskau      | 2:0                  | Ural Jekaterinburg     |
| 2017/18   | 9. Mai 2018   | Wolgograd-Arena, Wolgograd                 | FK Tosno               | 2:1                  | Awangard Kursk         |
| 2018/19   | 22. Mai 2019  | Kosmos-Arena, Samara                       | Lokomotive Moskau      | 1:0                  | Ural Jekaterinburg     |
| 2019/20   | 25. Juli 2020 | Zentralstadion, Jekaterinburg              | Zenit St. Petersburg   | 1:0                  | FK Chimki              |
| 2020/21   | 12. Mai 2021  | Stadion Nischni Nowgorod, Nischni Nowgorod | Lokomotive Moskau      | 3:1                  | Krylja Sowetow Samara  |
| 2021/22   | 29. Mai 2022  | Olympiastadion Luschniki, Moskau           | Spartak Moskau         | 2:1                  | Dynamo Moskau          |
| 2022/23   | 11. Juni 2023 | Olympiastadion Luschniki, Moskau           | ZSKA Moskau            | 1:1 n. V., 6:5 i. E. | FK Krasnodar           |
| 2023/24   | 2. Juni 2024  | Olympiastadion Luschniki, Moskau           | Zenit St. Petersburg   | 2:1                  | Baltika Kaliningrad    |
| 2024/25   | 1. Juni 2025  | Olympiastadion Luschniki, Moskau           | ZSKA Moskau            | 0:0 n. V., 4:3 i. E. | FK Rostow              |

### Rangliste der Sieger

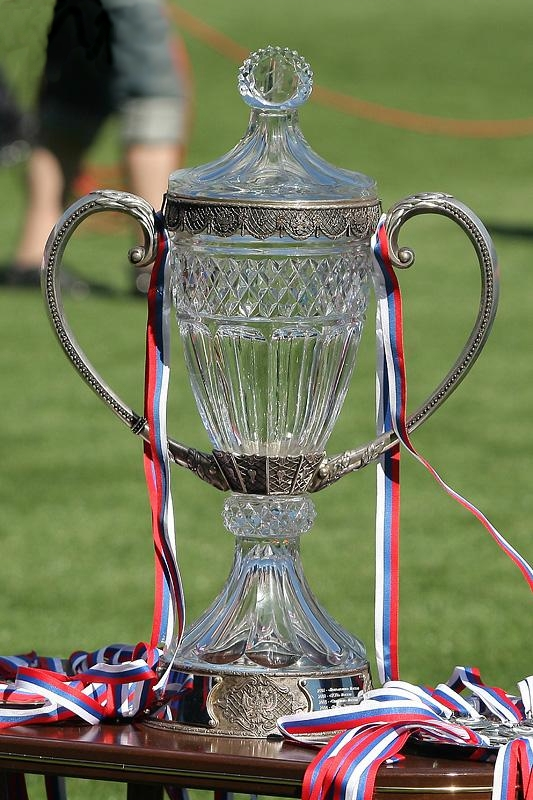
Der Siegerpokal des Wettbewerbs

| Verein               | Siege | Jahr(e)                                              |
| -------------------- | ----- | ---------------------------------------------------- |
| Lokomotive Moskau    | 9     | 1996, 1997, 2000, 2001, 2007, 2015, 2017, 2019, 2021 |
| ZSKA Moskau          | 9     | 2002, 2005, 2006, 2008, 2009, 2011, 2013, 2023, 2025 |
| Zenit St. Petersburg | 5     | 1999, 2010, 2016, 2020, 2024                         |
| Spartak Moskau       | 4     | 1994, 1998, 2003, 2022                               |
| Torpedo Moskau       | 1     | 1993                                                 |
| Dynamo Moskau        | 1     | 1995                                                 |
| Terek Grosny         | 1     | 2004                                                 |
| Rubin Kasan          | 1     | 2012                                                 |
| FK Rostow            | 1     | 2014                                                 |
| FK Tosno             | 1     | 2018                                                 |